# Josh Coburn
Joshua Guy Coburn (Bedale, 6 dicembre 2002) è un calciatore inglese, attaccante del Millwall in prestito dal Middlesbrough.

## Carriera
Coburn è cresciuto nel settore giovanile del Middlesbrough, con cui ha firmato il suo primo contratto professionistico nel gennaio del 2021. Ha debuttato in prima squadra il 21 aprile seguente nell'incontro di Championship vinto 2-1 contro il Rotherham Utd e tre giorni dopo ha segnato il suo primo gol contro lo Sheffield Weds.
Il 1º settembre 2022 è passato in prestito per una stagione al Bristol City in Football League One. Rientrato al Boro, vi è rimasto per la stagione 2023-2024, per poi partire nuovamente in prestito, questa volta al Millwall.

## Statistiche

### Presenze e reti nei club
Statistiche aggiornate al 3 novembre 2024.
| Stagione        | Squadra         | Campionato      | Campionato | Campionato | Coppe nazionali | Coppe nazionali | Coppe nazionali | Coppe continentali | Coppe continentali | Coppe continentali | Altre coppe | Altre coppe | Altre coppe | Totale | Totale |
| Stagione        | Squadra         | Comp            | Pres       | Reti       | Comp            | Pres            | Reti            | Comp               | Pres               | Reti               | Comp        | Pres        | Reti        | Pres   | Reti   |
| --------------- | --------------- | --------------- | ---------- | ---------- | --------------- | --------------- | --------------- | ------------------ | ------------------ | ------------------ | ----------- | ----------- | ----------- | ------ | ------ |
| 2020-2021       | Middlesbrough   | FLC             | 4          | 1          | FACup+CdL       | 0               | 0               | -                  | -                  | -                  | -           | -           | -           | 4      | 1      |
| 2021-2022       | Middlesbrough   | FLC             | 18         | 4          | FACup+CdL       | 3+1             | 1+0             | -                  | -                  | -                  | -           | -           | -           | 22     | 5      |
| ago. 2022       | Middlesbrough   | FLC             | 1          | 0          | FACup+CdL       | 0               | 0               | -                  | -                  | -                  | -           | -           | -           | 1      | 0      |
| 2022-2023       | Bristol City    | FL1             | 35         | 10         | FACup+CdL       | 1+0             | 0               | -                  | -                  | -                  | FLT         | 4           | 0           | 40     | 10     |
| 2023-2024       | Middlesbrough   | FLC             | 21         | 5          | FACup+CdL       | 1+3             | 0               | -                  | -                  | -                  | -           | -           | -           | 25     | 5      |
| ago. 2024       | Middlesbrough   | FLC             | 2          | 0          | FACup+CdL       | 0+2             | 0+1             | -                  | -                  | -                  | -           | -           | -           | 4      | 1      |
| 2024-2025       | Millwall        | FLC             | 4          | 1          | FACup+CdL       | 0               | 0               | -                  | -                  | -                  | -           | -           | -           | 4      | 1      |
| Totale carriera | Totale carriera | Totale carriera | 85         | 21         |                 | 11              | 2               |                    | -                  | -                  |             | 4           | 0           | 100    | 23     |